# Юкнявичене, Раса
Ра́са Юкня́вичене (лит. Rasa Juknevičienė; девичья фамилия Урбонайте, Urbonaitė, в первом браке Растаускене, Rastauskienė; род. 26 января 1958, Тилтагаляй, Паневежский район, Литовская ССР, СССР) — литовский политический и государственный деятель. Член партии «Союз Отечества — Литовские христианские демократы». Депутат Европейского парламента с 2019 года. В прошлом — член Сейма (1996—2019), министр обороны (2008—2012).

## Биография
Родилась 26 января 1958 года в деревне Тилтагаляй Паневежского района.
Окончила 10-ю паневежскую среднюю школу в 1976 году.
Училась в Каунасском медицинском институте (1977—1983). Проходила стажировки по государственному управлению и политике во Франции (1993), Норвегии и Германии (1995), Великобритании (1996), США (1998).
В 1983 году работала в Паневежской центральной больнице. В 1984—1990 годах работала педиатром в центральной больнице Пасвалиса.
Выступала со статьям в периодической печати. Выпустила сборник статей Politika mano gyvenime nebuvo planuota (Каунас, 2008).
Владеет английским, русским, норвежским языками.

## Политическая деятельность
В 1988 году включалась в деятельность «Саюдиса» и стала председателем совета «Саюдиса» в Пасвалисе.
По результатам выборов 1990 года избрана в Верховный Совет Литовской ССР, который принял акт о восстановлении независимости Литвы.
Член партии «Союз Отечества (Консерваторы Литвы)» с её основания, в 1996—1999 годах член правления партии, с 1999 года заместитель председателя партии.
В Сейме 1992—1996 годов была представителем для связи с печатью оппозиции и референтом фракции «Союз Отечества (Литовские консерваторы)».
Избиралась членом Сейма на выборах 1996, 2000, 2004, 2008, 2012, 2016 годов.
В 1999—2000 годах была заместителем председателя Сейма. Одновременно являлась председателем делегации Сейма в Парламентской ассамблее НАТО и председателем комиссии Сейма по делам НАТО. С 18 ноября 2008 года — член парламентского Комитета национальной безопасности и обороны.
9 декабря 2008 года назначена министром обороны Литвы в коалиционном правительстве под руководством премьер-министра Андрюса Кубилюса. Правительство ушло в отставку 13 декабря 2012 года.
21 ноября 2016 года избрана заместителем председателя Парламентской ассамблеи НАТО, временно исполняла обязанности председателя после того как Паоло Алли не был переизбран на парламентских выборах в Италии 4 марта 2018 года до избрания Мадлен Мун 19 ноября.
По результатам выборов 2019 года избрана депутатом Европейского парламента. Переизбрана на выборах 2024 года.

## Личная жизнь
Муж — адвокат Зенонас Юкнявичюс (Zenonas Juknevičius; род. 1949), министр юстиции (1992). У пары есть сын и дочь.

## Награды и звания
- Командорский крест Ордена Великого князя Литовского Гядиминаса
- Медаль Независимости Литвы
- Памятный знак по случаю приглашения Литвы вступить в НАТО
- Королевский Норвежский орден Заслуг